# Tengen 2023
Il Tengen 2023 è una competizione goistica giapponese per la disputa del titolo di Tengen. L'edizione è stata vinta da Ichiriki Ryo contro il detentore del titolo Seki Kotaro.

## Svolgimento
- W indica vittoria col bianco
- B indica vittoria col nero
- X indica la sconfitta
- +R indica che la partita si è conclusa per abbandono
- +N indica lo scarto dei punti a fine partita
- +F indica la vittoria per forfeit
- +T indica la vittoria per timeout
- +? indica una vittoria con scarto sconosciuto
- V indica una vittoria in cui non si conosce scarto e colore del giocatore

### Torneo
|  | Primo turno       | Primo turno |  |  | Secondo turno    | Secondo turno |                 |                | Terzo turno | Terzo turno |  |  | Semifinale | Semifinale |  |  | Finale | Finale |
|  |                   |             |  |  |                  |               |                 |                |             |             |  |  |            |            |  |  |        |        |
|  | Cho U             | W+R         |  |  |                  |               |                 |                |             |             |  |  |            |            |  |  |        |        |
|  | Naoki Hane        |             |  |  | Cho U            |               |                 |                |             |             |  |  |            |            |  |  |        |        |
|  | Hiroshi Yamashiro |             |  |  | Naoto Hikosaka   | B+1,5         |                 |                |             |             |  |  |            |            |  |  |        |        |
|  | Naoto Hikosaka    | B+1,5       |  |  |                  |               |                 | Naoto Hikosaka |             |             |  |  |            |            |  |  |        |        |
|  | Rina Fujisawa     |             |  |  | Atsushi Ida      | B+R           |                 |                |             |             |  |  |            |            |  |  |        |        |
|  | Kimio Yamada      | W+R         |  |  | Kimio Yamada     |               |                 |                |             |             |  |  |            |            |  |  |        |        |
|  | Yu Zhengqi        |             |  |  | Atsushi Ida      | W+R           |                 |                |             |             |  |  |            |            |  |  |        |        |
|  | Atsushi Ida       | W+R         |  |  |                  |               |                 | Atsushi Ida    |             |             |  |  |            |            |  |  |        |        |
|  | Ryo Ichiriki      | B+R         |  |  | Ryo Ichiriki     | W+R           |                 |                |             |             |  |  |            |            |  |  |        |        |
|  | So Yokoku         |             |  |  | Ryo Ichiriki     | B+R           |                 |                |             |             |  |  |            |            |  |  |        |        |
|  | Shinji Takao      |             |  |  | Akiyoshi Hon     |               |                 |                |             |             |  |  |            |            |  |  |        |        |
|  | Akiyoshi Hon      | W+R         |  |  |                  |               | Ryo Ichiriki    | B+R            |             |             |  |  |            |            |  |  |        |        |
|  | Yuta Iyama        | B+R         |  |  | Yuta Iyama       |               |                 |                |             |             |  |  |            |            |  |  |        |        |
|  | Asami Ueno        |             |  |  | Yuta Iyama       | W+R           |                 |                |             |             |  |  |            |            |  |  |        |        |
|  | Cho Riyu          |             |  |  | Atsushi Sada     |               |                 |                |             |             |  |  |            |            |  |  |        |        |
|  | Atsushi Sada      | B+R         |  |  |                  |               |                 | Ryo Ichiriki   | B+R         |             |  |  |            |            |  |  |        |        |
|  | Yasuhiro Mine     |             |  |  | Akihiko Fujita   |               |                 |                |             |             |  |  |            |            |  |  |        |        |
|  | Yu Otake          | B+R         |  |  | Yu Otake         |               |                 |                |             |             |  |  |            |            |  |  |        |        |
|  | Tetsuya Kiyonari  |             |  |  | Keigo Yamashita  | B+R           |                 |                |             |             |  |  |            |            |  |  |        |        |
|  | Keigo Yamashita   | B+R         |  |  |                  |               | Keigo Yamashita |                |             |             |  |  |            |            |  |  |        |        |
|  | Daisuke Murakawa  |             |  |  | Akihiko Fujita   | W+R           |                 |                |             |             |  |  |            |            |  |  |        |        |
|  | Akihiko Fujita    | B+R         |  |  | Akihiko Fujita   | B+1,5         |                 |                |             |             |  |  |            |            |  |  |        |        |
|  | Ryuhei Onishi     | W+R         |  |  | Ryuhei Onishi    |               |                 |                |             |             |  |  |            |            |  |  |        |        |
|  | Koyu Tanaka       |             |  |  |                  |               | Akihiko Fujita  | W+R            |             |             |  |  |            |            |  |  |        |        |
|  | Tatsuya Shida     | B+R         |  |  | Kyo Kagen        |               |                 |                |             |             |  |  |            |            |  |  |        |        |
|  | Sakiya Numadate   |             |  |  | Tatsuya Shida    |               |                 |                |             |             |  |  |            |            |  |  |        |        |
|  | O Rissei          |             |  |  | Kyo Kagen        | B+R           |                 |                |             |             |  |  |            |            |  |  |        |        |
|  | Kyo Kagen         | W+6,5       |  |  |                  |               | Kyo Kagen       | W+R            |             |             |  |  |            |            |  |  |        |        |
|  | Jiro Akiyama      | B+R         |  |  | Jiro Akiyama     |               |                 |                |             |             |  |  |            |            |  |  |        |        |
|  | Hirofumi Ohashi   |             |  |  | Jiro Akiyama     | W+R           |                 |                |             |             |  |  |            |            |  |  |        |        |
|  | Toramaru Shibano  | W+R         |  |  | Toramaru Shibano |               |                 |                |             |             |  |  |            |            |  |  |        |        |
|  | Shinji Suzuki     |             |  |  |                  |               |                 |                |             |             |  |  |            |            |  |  |        |        |

### Finale
La finale è stata una sfida al meglio delle cinque partite, tra il detentore Seki Kotaro e lo sfidante Ryō Ichiriki Kisei, Honinbo: si è trattato di una rivincita della sfida della quarantasettesima edizione, in cui Kotaro aveva strappato il titolo a Ichiriki per 3–1.
Kotaro è andato in vantaggio nel primo incontro, disputato il 10 ottobre a Okazaki, ma Ichiriki ha vinto le tre partite successive, portandosi a casa il titolo, il suo secondo dopo quello della quarantaseiesima edizione.